# Macaco de meia

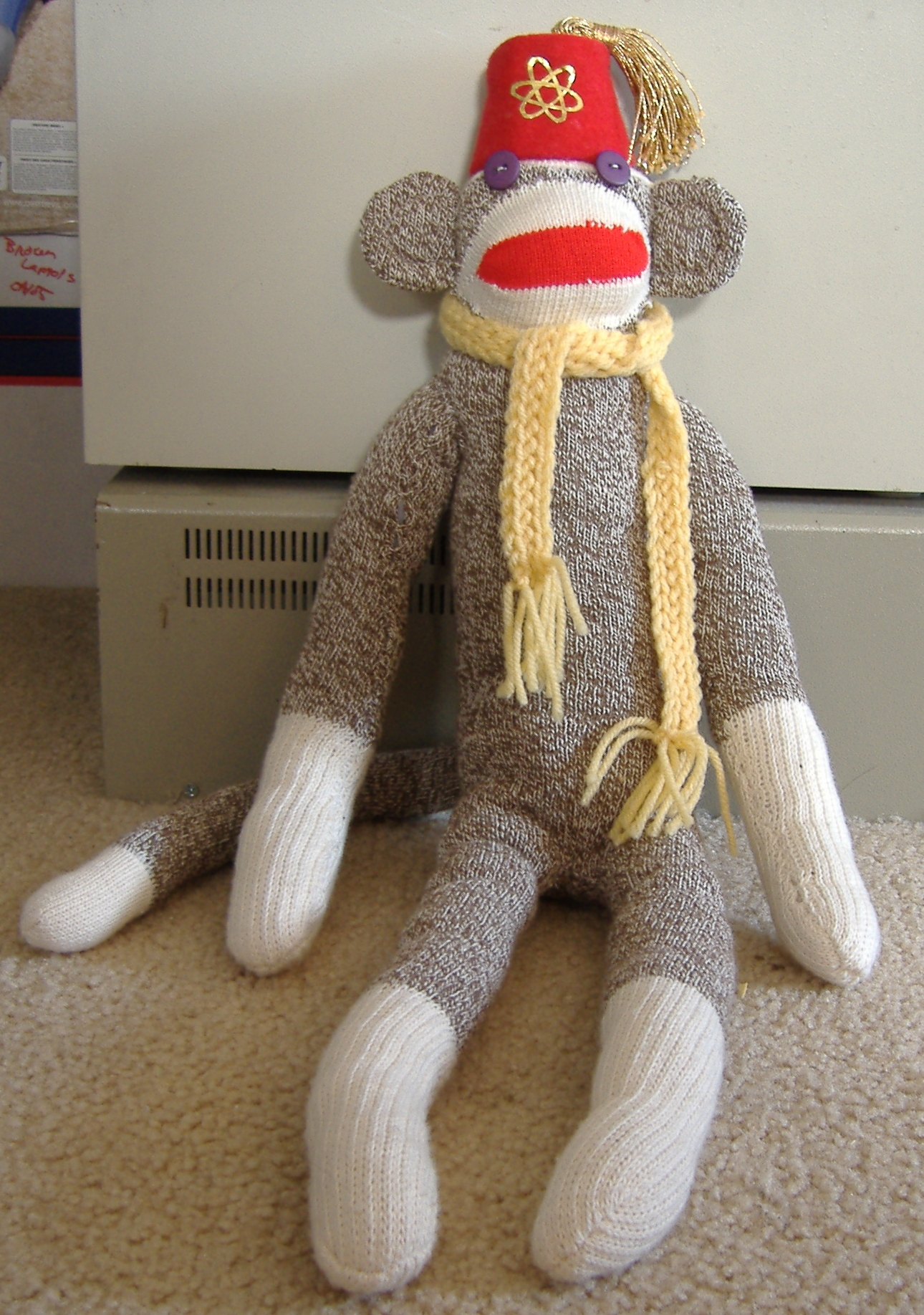
Um macaco de meia feito em casa usando um fez e um cachecol.

Um macaco de meia é um brinquedo de pelúcia feito de meias moldadas à semelhança de um macaco. Esses animais de pelúcia são uma mistura de arte popular e kitsch nas culturas dos Estados Unidos e Canadá. O macaco de meia típico é marrom, ou cinza e branco com membros extra longos, uma cauda longa e lábios vermelhos brilhantes. O animal pode ser adornado com ornamentação adicional em sua cabeça ou ao redor de seu pescoço. O personagem se tornou parte da cultura pop e pode ser encontrado em histórias em quadrinhos, Animações e arte.

## Origem
Os predecessores mais diretos do macaco de meia se originaram na era vitoriana, quando a mania por imitações de animais de pelúcia se espalhou da Europa para a América do Norte e encontrou o crescente movimento Arts and Crafts. Os artesãos começaram a costurar animais de pelúcia como brinquedos para confortar as crianças e, à medida que os contos da Scramble for Africa aumentavam a familiaridade do público com espécies exóticas, os brinquedos de macaco logo se tornaram uma constante nos berçários americanos. Contos como Livro da selva e Just So Stories, de Rudyard Kipling, inspiraram artesãos a criar brinquedos que retratavam animais exóticos, no entanto, esses primeiros macacos de pelúcia não eram necessariamente feitos de meias e também não tinham os lábios vermelhos característicos dos macacos de meia populares hoje.
John Nelson, um imigrante sueco nos Estados Unidos, patenteou a máquina de tricotar meias em 1868 e começou a tricotar meias em uma máquina automática em Rockford, Illinois , já em 1870. Em 15 de setembro de 1880, a Nelson Knitting Company foi formada, produzindo as "Celebrated Rockford Seamless Hosiery" e vendendo-as sob o nome de "Nelson Sock".
Franklin, filho de John Nelson, criou uma máquina que tricotava uma meia sem costuras no calcanhar. A máquina original exigia que os trabalhadores costurassem todas as costuras do calcanhar. A meia sem costura economizou tempo e custos de mão de obra e se tornou tão popular que as empresas começaram a imitar sua ideia.  Essas meias de trabalho sem costura eram tão populares que o mercado logo foi inundado de imitadores, e meias desse tipo ficaram conhecidas pelo termo genérico "Rockfords".

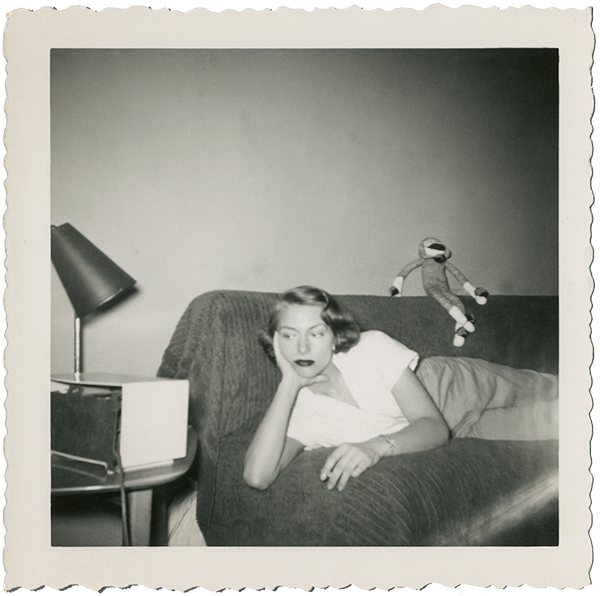
Joyce Ingling com seu macaco de meia c. 1956

Os icônicos macacos de meia feitos de meias de salto vermelho, conhecidos hoje como "Rockford Red Heel", surgiram no mínimo em 1932, ano em que a Nelson Knitting Company adicionou o salto vermelho característico ao seu produto. Em 1932, o executivo de publicidade Howard Monk teve a ideia de mudar o salto da meia marrom de branco para vermelho. A meia de salto vermelho foi comercializada como "de-tec-tip".  A Nelson Knitting adicionou o salto vermelho "De-Tec-Tip" para garantir aos seus clientes que estavam comprando "Rockfords originais" em oposição aos "Rockfords" genéricos. Este salto vermelho deu aos macacos sua boca distinta e, durante a Grande Depressão , os artesãos americanos fizeram os primeiros macacos de meia com meias de salto vermelho Rockford desgastadas.
Em 1953, uma mulher chamada Helen Cooke recebeu a patente para macacos de meia. Ela processou um homem chamado Stanley Levy porque ele vendia macacos de meia, mas eles não eram do mesmo design que os dela. Levy contatou a Nelson Knitting Company esperando que eles declarassem a patente inválida. A empresa sabia que as pessoas estavam fazendo bonecas nos últimos dois anos, então eles reuniram todas as bonecas que haviam sido feitas nos últimos dois anos para que pudessem ter evidências provando que Helen Cooke não deveria ter a patente. Uma das evidências mais importantes foi um testemunho e uma boneca feita em fevereiro de 1951 por uma senhora chamada Grace Wingent. Ela era residente de Rockford e havia feito uma boneca para seu neto. Helen Cooke resolveu o caso contra Stanley Levy quando lhe mostraram todas as evidências que haviam sido coletadas contra ela. Ela decidiu vender a patente para a Nelson Knitting Company por US$ 750. A empresa também pagou outras mulheres pelos direitos da boneca, incluindo uma mulher no Tennessee que recebeu US$ 1.000. Rockford, Illinois, tornou-se o "lar do macaco de meia".